# Autographa purpureofusa
Autographa purpureofusa là một loài bướm đêm trong họ Noctuidae.